# Бульбокмин феруловий
Бульбокмин феруловий (Bunium ferulaceum) — вид квіткових рослин родини окружкових (Apiaceae).

## Біоморфологічна характеристика
Це гола багаторічна рослина 13–50 см заввишки з бульбою до 2 см завдовжки. Стебла зазвичай тупо кутуваті, вище основи вильчато розгалужені. Прикореневі листки на довгих тонких ніжках, до 14 × 10 см, трикутно-овальні, тричі перисторозсічені на лінійні, до 18 мм завдовжки, часточки. Стеблові листки дрібніші, 1–2-перисті. Зонтики 5–8-променеві. Зонтички 15-квіткові. Квітки білі. Плід подовжений, до 5 мм завдовжки.

## Поширення
Болгарія, Кіпр, Греція [у т. ч. Крит], Крим, Ліван-Сирія, Палестина, Закавказзя, Туреччина [у т. ч. європейська], Хорватія, Чорногорія.
В Україні вид зростає на сухих, кам'янистих схилах — у гірському Криму (крім передгір'їв), зрідка.